# Malyn
Malyn (en ukrainien : Малин) ou Maline (en russe : Малин (en polonais : Malin) est une ville de l'oblast de Jytomyr, en Ukraine, et d'importance régionale. Sa population s'élevait à 25 587 habitants en 2021.

## Géographie
Malyn est située à 71 km au nord-est de Jytomyr.

## Histoire
La première mention de Malyn remonte à 891.

## Population
Recensements (*) ou estimations de la population :

## Personnes nées à Malyn
Rachel Yanait Ben-Zvi (1886-1979) — écrivaine sioniste, pédagogue israélienne.
| 1923* | 1926* | 1939*  | 1959*  | 1970*  | 1979*  | 1989*  |
| ----- | ----- | ------ | ------ | ------ | ------ | ------ |
| 7 426 | 8 653 | 11 367 | 11 095 | 16 606 | 23 791 | 29 572 |

| 2001*  | 2012   | 2013   | 2014   | 2015   | 2016   | 2017   |
| ------ | ------ | ------ | ------ | ------ | ------ | ------ |
| 28 113 | 27 012 | 26 934 | 26 886 | 26 717 | 26 588 | 26 484 |

| 2021   | - | - | - | - | - | - |
| ------ | - | - | - | - | - | - |
| 25 587 | - | - | - | - | - | - |

## Économie
La principale entreprise de Malyn est la papeterie Malyns'ka Paperova Fabryka (en ukrainien : Малинська паперова фабрика ; en russe : Малинская бумажная фабрика), qui emploie 900 salariés (2007). Depuis 1999, cette usine fait partie du groupe suisse Weidmann Electrical Technology AG.